# Millesgården

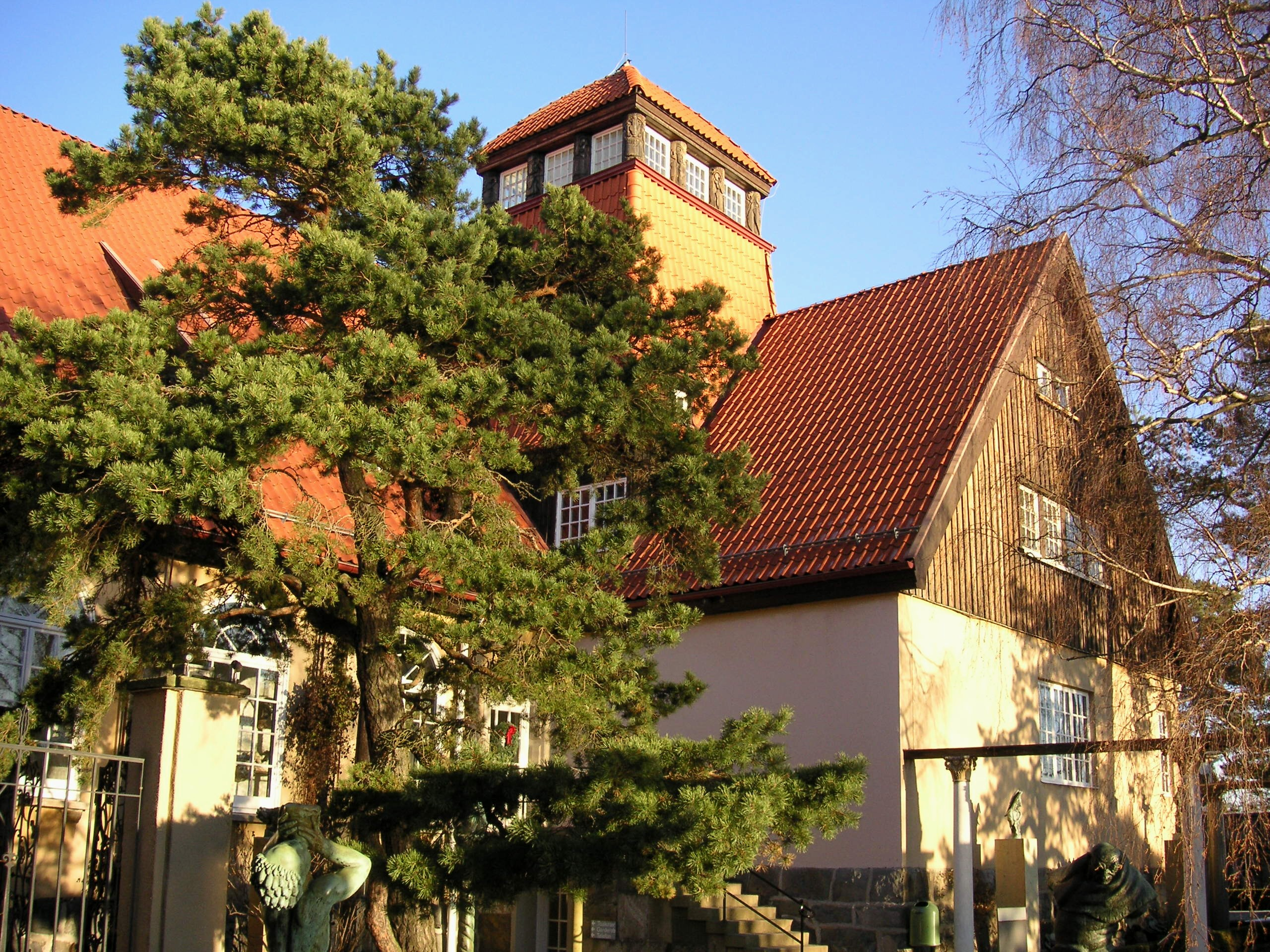
Millesgården (2007)

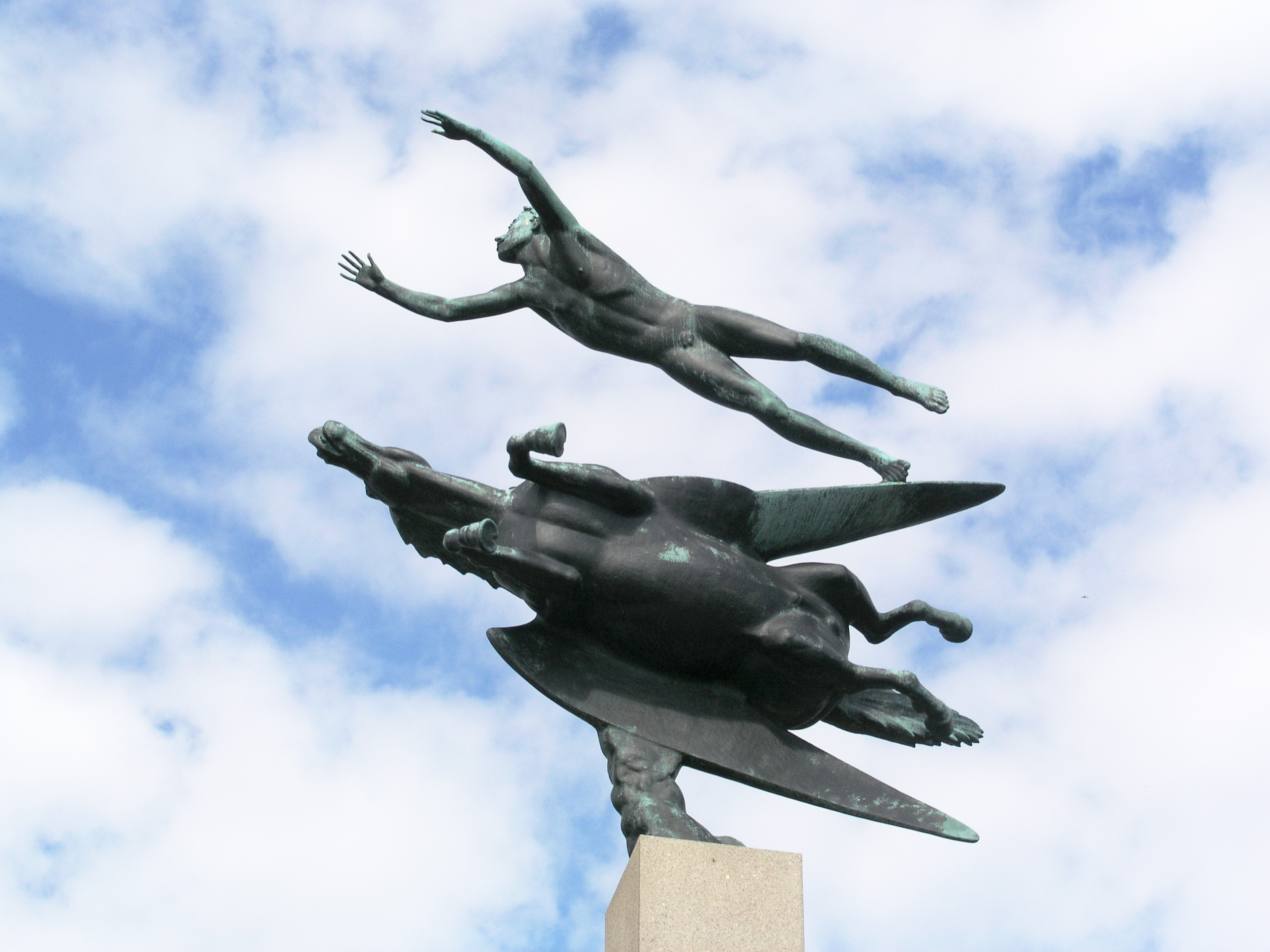
Man and Pegasus Millesgården

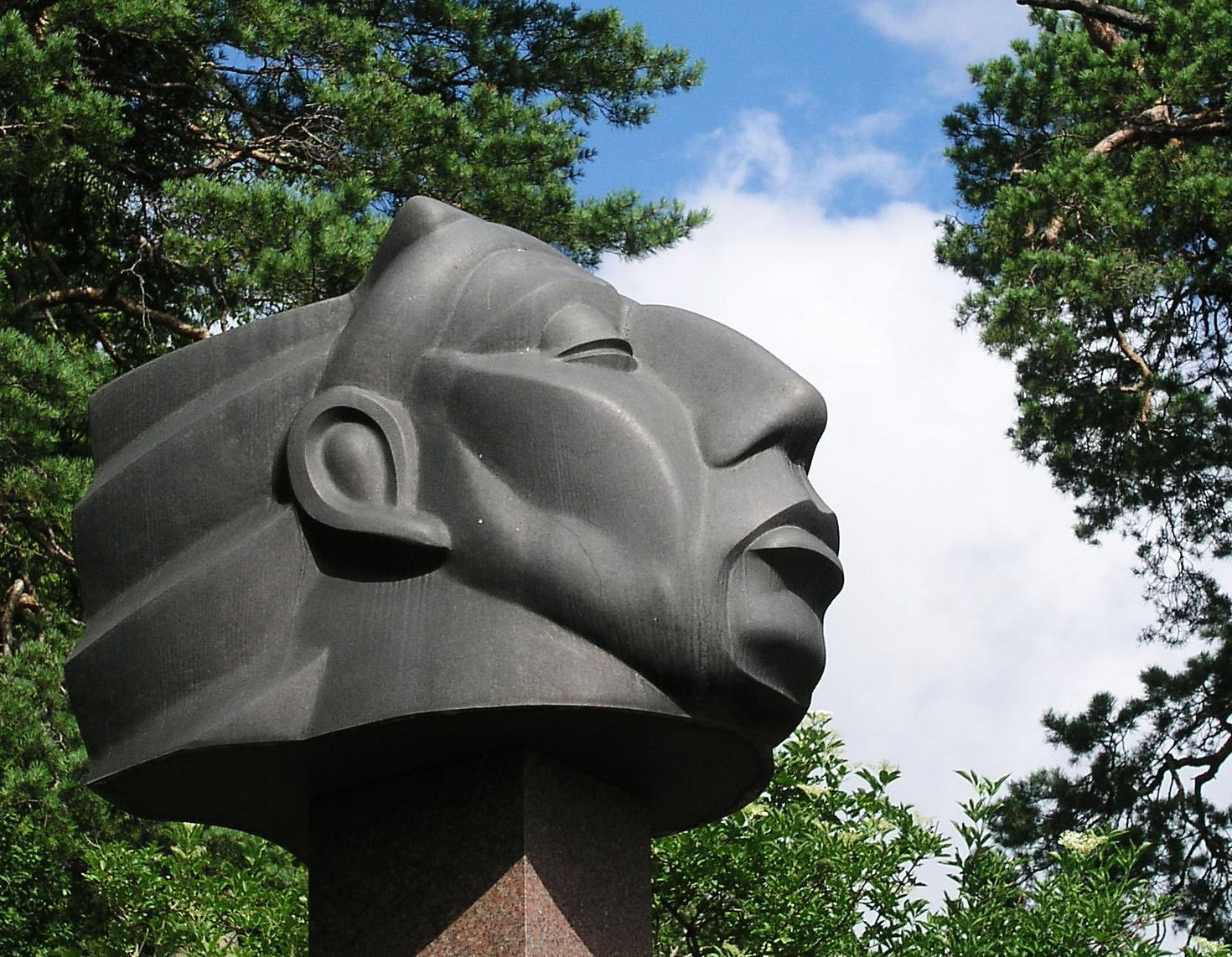
Replica van een indianensculptuur uit St Paul, Minnesota

Millesgården (De tuin van Milles) is een kunstmuseum en beeldenpark op Lidingö, bij Stockholm. Het museum ligt op de plaats waar de kunstenaar Carl Milles vroeger samen met zijn vrouw Olga woonde. Er zijn dan ook vooral kunstwerken van Carl Milles te vinden.
De grote marmeren poort bij de ingang komt van het voormalige hotel Rydberg.